# Neil Arnott

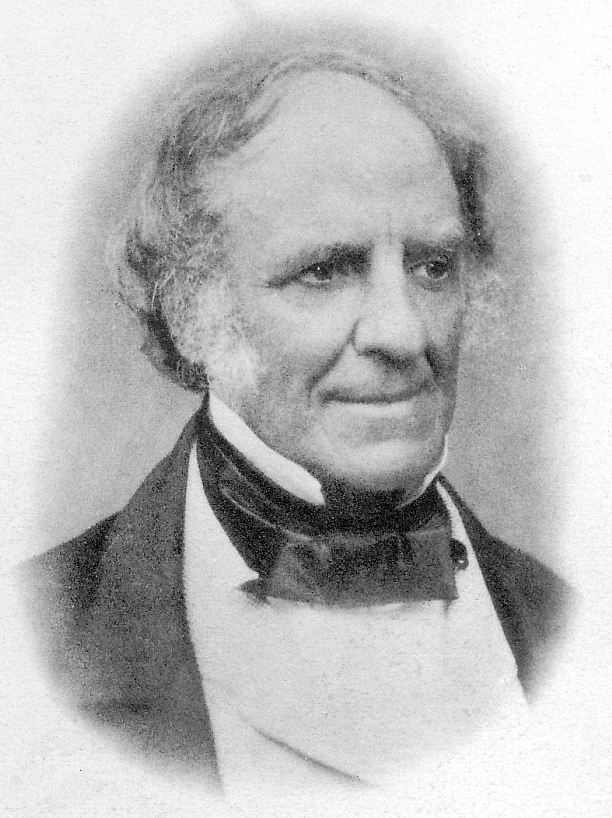
Neil Arnott

Neil Arnott (* 15. Mai 1788 in Arbroath; † 2. März 1874 in London) war ein schottischer Arzt.
Nach einem Medizinstudium in Aberdeen und London wurde Arnott mit 19 Jahren Wundarzt bei der ostindischen Kompanie. 1811 eröffnete Arnott eine Praxis in London, wo er im Laufe der Zeit zum Arzt für die spanische und französische Botschaft und für Königin Victoria wurde.

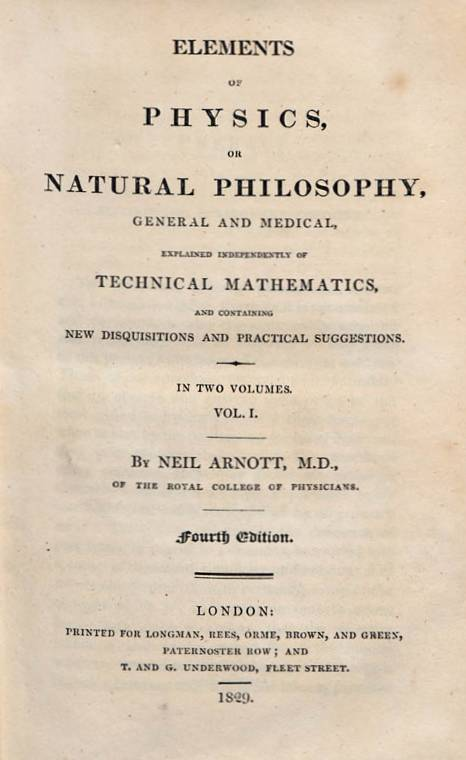
Elements of physics, 1829

Arnotts interessierte sich für Naturphilosophie und publizierte darin einige Werke. Sein Buch Elements of Physics wurde mehrfach neu aufgelegt. Außerdem erfand er das hydrostatische Bett, einen Ventilator und einen Ofen.